# Charlotte Munck
Charlotte Munck, född 2 december 1969 i Århus, är en dansk skådespelare utbildad vid Odense teater.
Munck spelar huvudrollen Anna Pihl i TV 2-serien med samma namn. Hon blev nominerad till Bodilpriset för bästa kvinnliga huvudroll för sin roll i komedifilmen En kort en lång.
Hon är uppvuxen på Djursland och bodde med sin familj utanför Randers, från det att hon var fem, till det att hon som 18-åring flyttade till Köpenhamn. Hon har tre syskon, som alla är musiker. Den äldre systern, Marie-Louise, var sångare i bandet Armstrong, men håller nu på att arbeta som soloartist och vid sidan av soloprojektet är hon även sångare i Antenne. Hennes bror spelar jazztrumpet och är utbildad vid Rytmisk Konservatorium. Charlotte Muncks yngre syster, Camilla, är sångare i duon Munck/Johnson.
Munck är utbildad vid Skådespelarskolan vid Odense Teater 1994–1998, och hon har sedan dess haft många roller både på film, teater och tv. Bland filmtitlarna finns rysaren Kat, Susannes Biers Den eneste ene, Kongekabale, Solopgang och Hella Joofs komedi En kort och en lång, som gav Charlotte Munck en nominering till såväl en Robert som en Bodil för den bästa kvinnliga huvudroll. Munck har bland annat kunnat ses på teatrar som Betty Nansen Teatret, Det Konglige Teater, Mammutteatret, Gladsaxe Teater, Husets Teater och Østre Gasværk Teater där hon har medverkat i flera stycken som Den Vægelsindede, Festen, Ivanhoe, Cabaret, Misantropen och Simon och Thor. Hon tog emot Clara Pontoppidans Hæderslegat 2005. Munck har även medverkat i flera kortfilmer, och på tv har hon haft roller i bland annat Taxa, Rejseholdet (mordkommissionen) och Ørnen. Hon har även medverkat i en del radioteateruppsättningar. 
Munck är även sångare och har bland annat uppträtt på Copenhagen Jazz Festival. Hon ingår i bandet MunckBjørnKodal tillsammans med Claus Bjørn och Janus Kodal. Bandet har i september 2007 gett ut albumet Instruktioner til Gud.